# Spiders on a Web
Spiders on a Web – brytyjski krótkometrażowy film dokumentalny z 1900 roku w reżyserii George'a Alberta Smitha. Film przedstawia pojedyncze ujęcie w zbliżeniu dwóch pająków uwięzionych w obudowie (nie w sieci jak wskazuje tytuł).